# Trachyusa vasilisk
Trachyusa vasilisk är en stekelart som beskrevs av Sergey A. Belokobylskij 1998. Trachyusa vasilisk ingår i släktet Trachyusa och familjen bracksteklar. Inga underarter finns listade i Catalogue of Life.